# Juilliard School
Juilliard School je umělecká škola v New Yorku. Poskytuje vysokoškolské vzdělání v oboru hudebním, tanečním a dramatickém.

## Historie
Škola byla založena v roce 1905 jako „Institute of Musical Art“ s cílem stát se vzdělávací institucí takové úrovně jako věhlasné školy v Evropě, kam do té doby odcházeli nejpokročilejší američtí hudebníci studovat. V roce 1924 založili správci pozůstalosti po Augustu Juilliardovi, bohatém textilním obchodníkovi, který odkázal své jmění na rozvoj hudby, nadační školu „Juilliard Graduate School“, jež měla pomáhat nadaným studentům dokončit vzdělání. O dva roky později došlo ke sloučení obou škol a byla vytvořena „Juilliard School of Music“. 
V roce 1951 se zaměření školy rozšířilo o taneční obor a v roce 1968 o obor dramatický, což mělo za následek změnu v názvu na „The Juilliard School“. Od roku 1969 má škola sídlo v newyorském kulturním Lincolnově centru.